# Geokichla tanganjicae
Geokichla tanganjicae là một loài chim trong họ Turdidae.